# Châtillon-sur-Loire
Châtillon-sur-Loire är en kommun i departementet Loiret i regionen Centre-Val de Loire strax norr Frankrikes mitt. Kommunen ligger i kantonen Châtillon-sur-Loire som tillhör arrondissementet Montargis. År 2022 hade Châtillon-sur-Loire 3 152 invånare.

## Befolkningsutveckling
Antalet invånare i kommunen Châtillon-sur-Loire
| Referens: INSEE |